# Eucinetopinae
Eucinetopinae is een onderfamilie van kreeftachtigen uit de klasse van de Malacostraca (hogere kreeftachtigen).

## Geslacht
- Eucinetops Stimpson, 1860